# Nanterre
Nanterre is een stad in Frankrijk, in de westelijke banlieue van Parijs, hoofdplaats van het departement Hauts-de-Seine. De gemeente telde 98.119 inwoners op 1 januari 2022.

## Geschiedenis
Bij opgravingen in 2003 (voor de aanleg van de A86) werd hier een complete Gallische stad ontdekt. Dit was een belangrijke nederzetting en een religieus centrum van de Gallische stam van de Parisii. Mogelijk was het zelfs hun hoofdstad voor die werd verplaatst naar Lutetia (Parijs). Ook in de Gallo-Romeinse periode bleef de plaats bewoond. De naam Nemeto-Dor, gelatiniseerd in Nemetodurum, werd pas voor het eerst in de 6e eeuw opgetekend.
Volgens haar heiligenleven opgetekend in 520 werd de heilige Genoveva hier geboren in 426. Hier zou ze ook haar eerste mirakel hebben verricht. Genoveva werd een populaire heilige en de kerk van Nanterre, de mirakelbron en de Mont Valérien, genoemd in haar heiligenleven, werden bedevaartsplaatsen. Het dorp Nanterre werd een bezit van de Abdij Sainte-Geneviève, gesticht in 508.
Nanterre werd zwaar getroffen door de Honderdjarige Oorlog. In de jaren 1340 werden het dorp en zijn kerk meermaals geplunderd en in brand gestoken door de troepen van koning Edward III van Engeland. Als reactie hierop werd een muur opgetrokken rond het dorp. Daarbuiten was het gebied landelijk, met bossen, weiden, graanvelden, wijngaarden en steengroeven. In 1642 kwam er met steun van koningin Anna van Oostenrijk een koninklijk college in Nanterre.

### Moderne tijd
Na de Franse Revolutie werd dit college een militaire school. In 1838 kreeg Nanterre een station op de spoorlijn Parijs - Saint-Germain-en-Laye. Hierdoor konden Parijzenaars in het weekend uitstapjes maken naar Nanterre. Nanterre groeide tot buiten haar omwalling. Er werden voor de bezoekers wandelboulevards aangelegd. Bij het station ontstond een nieuwe wijk, de Quartier du Chemin-de-l’lle. Op de Mont Valérien werd een fort gebouwd als onderdeel van de fortengordel rond Parijs. Tijdens de Frans-Duitse Oorlog en het Beleg van Parijs (1870-1871) werd Nanterre ingenomen door de Duitsers. Vanuit dit Fort du Mont-Valérien werd het Franse offensief tegen de Parijse Commune (1871) gelanceerd.
Aan het begin van de 20e eeuw kwam er industrie in de gemeente, bijvoorbeeld Docteur Pierre (1900, farmacie), Papeterie de la Seine (1906, papier), Heudebert (jaren 1910, voeding) en Vinot-Deguingand, later Simca (1919, automobiel). Ook kwam er een grote werkplaats van de Franse spoorwegen (Ateliers de la Folie). Dit werd tijdens de Eerste Wereldoorlog omgevormd tot een luchtmachtbasis. Hierdoor werd Nanterre een doelwit voor Duitse luchtbombardementen. Hierbij verloren 814 burgers het leven. Tijdens het interbellum groeide de bevolking sterk door de bloeiende industrie. De sociale strijd was hevig in Nanterre. In 1935 werd een communistische burgemeester verkozen en in 1936-37 waren er maandenlange stakingen en werden fabrieken bezet.
Na de Tweede Wereldoorlog kwamen er veel arbeidsmigranten naar Nanterre. Dit zorgde voor huisvestingsproblemen en het ontstaan van sloppenwijken. Er volgde een programma van collectieve woningbouw om de groeiende bevolking te huisvesten. Een voorbeeld hiervan zijn de Tours Nuages (ook Tours Aillaud), een geheel van 18 woontorens tot 38 verdiepingen hoog gebouwd in de jaren 1970 in de wijk Pablo-Picasso. De oude industrie verdween stilaan maar er kwam wel nieuwe economische activiteit. Vanaf 1958 werden plannen getekend voor de bouw van La Défense, het belangrijkste zakenkwartier van de regio Parijs, dat zich voor een klein deel uitstrekt over het grondgebied van Nanterre. In 1964-1965 verhuisde een deel van de Sorbonne naar de site van La Folie in Nanterre. Dit werd Paris X, later Université Paris Nanterre. In 1964 werd Nanterre de prefectuur van het nieuw opgerichte departement Hauts-de-Seine. Naast de diensten van de prefectuur kwamen er ook nieuwe rechtbanken, een gevangenis en archieven naar Nanterre. Twee jaar later werd ook het bisdom Nanterre gecreëerd en werd de kerk Sainte Geneviève-Saint Maurice de kathedraal Sainte-Geneviève.
Op 27 maart 2002 opende een man het vuur op de vergadering van de gemeenteraad van Nanterre en doodde zo acht personen en verwondde er negentien.

## Geografie
De oppervlakte van Nanterre bedroeg op 1 januari 2022 12,19 vierkante kilometer; de bevolkingsdichtheid was toen 8.049,1 inwoners per km².
De onderstaande kaart toont de ligging van Nanterre met de belangrijkste infrastructuur en aangrenzende gemeenten.

## Demografie
Aan het begin van de 18e eeuw eeuw telde Nanterre ongeveer 3000 inwoners. In 1876 waren er ongeveer 4000 inwoners, in 1936 ongeveer 35.000 inwoners. Onderstaande figuur toont het verloop van het inwonertal (bron: INSEE-tellingen).

## Sport
Nanterre was drie keer etappeplaats in de wielerkoers Ronde van Frankrijk. In 1992 won de Belg Peter De Clercq er een etappe. Verder startte er in 1986 en 2022 een etappe. In 2022 was de start bij de zich in Nanterre bevindende Paris La Défense Arena.

## Partnersteden
- Žilina (Slowakije)

## Geboren in Nanterre
- Genoveva (422-502), heilige
- François Hanriot (1759-1794), militair
- Abdoulay Diaby (1991), Frans-Malinees voetballer
- Chrislain Matsima (2002), voetballer

## Afbeeldingen

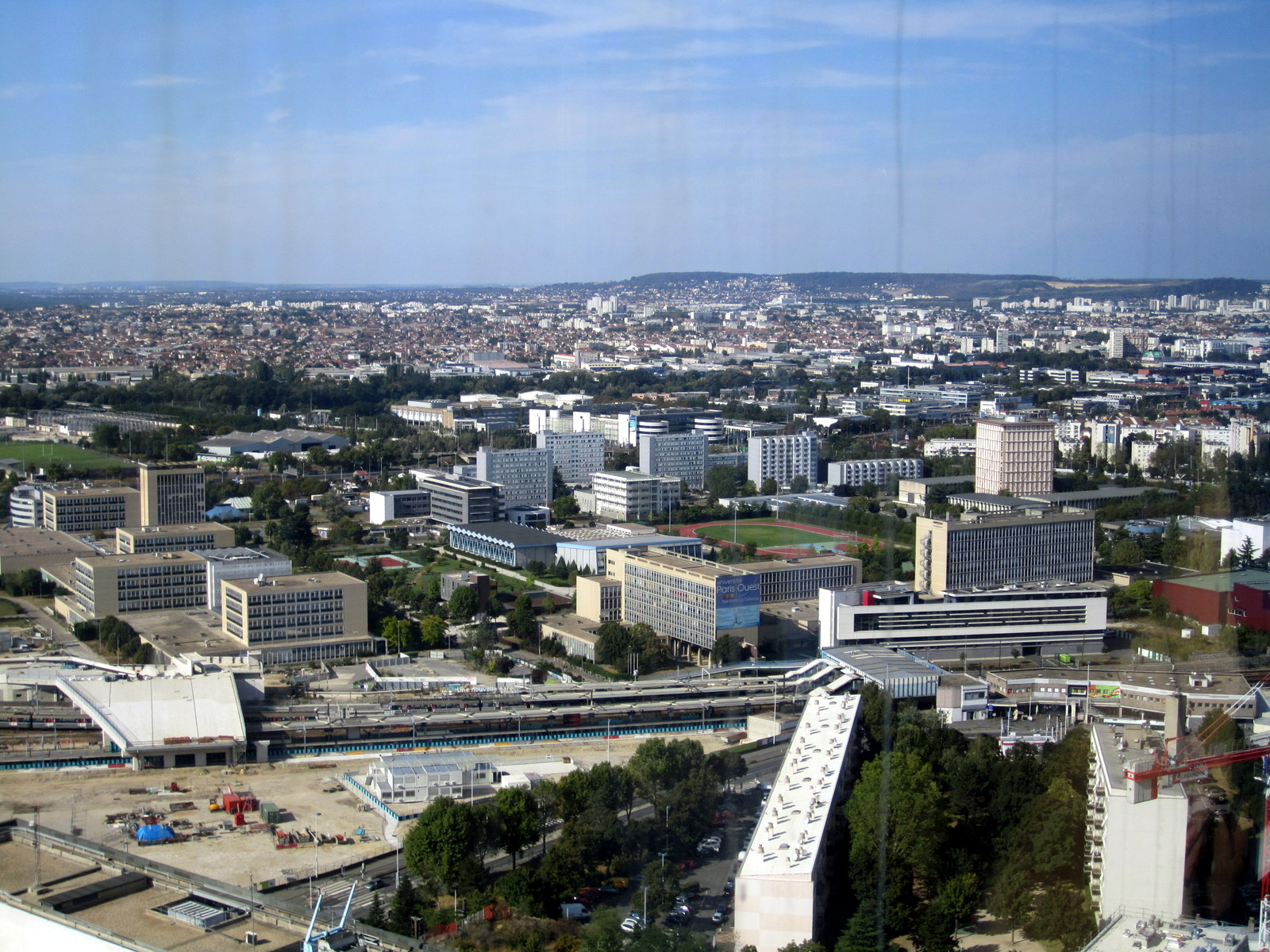
Universiteit Parijs-West Nanterre La Défense
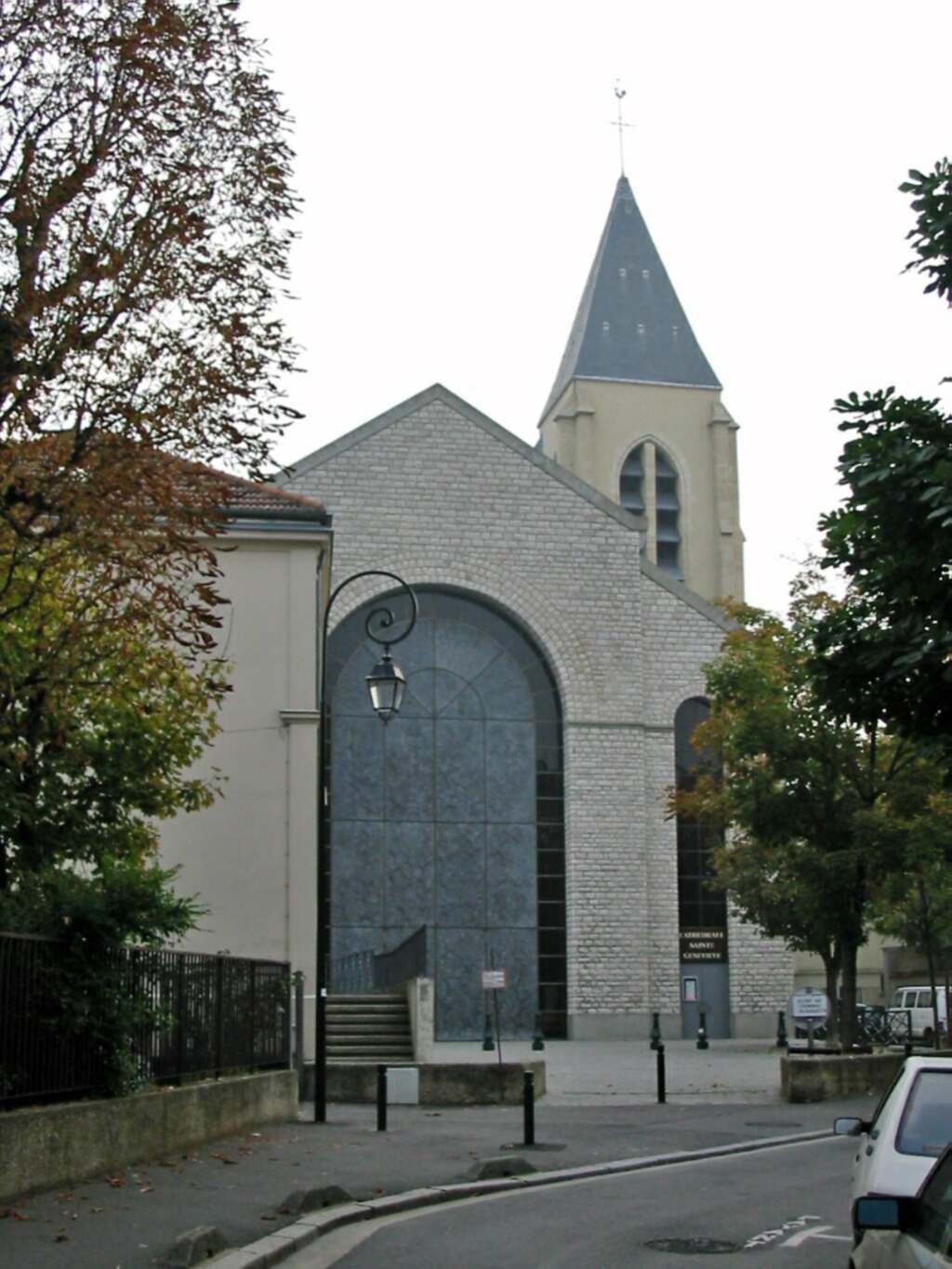
Kathedraal van Nanterre, hoofdkerk van het bisdom Nanterre
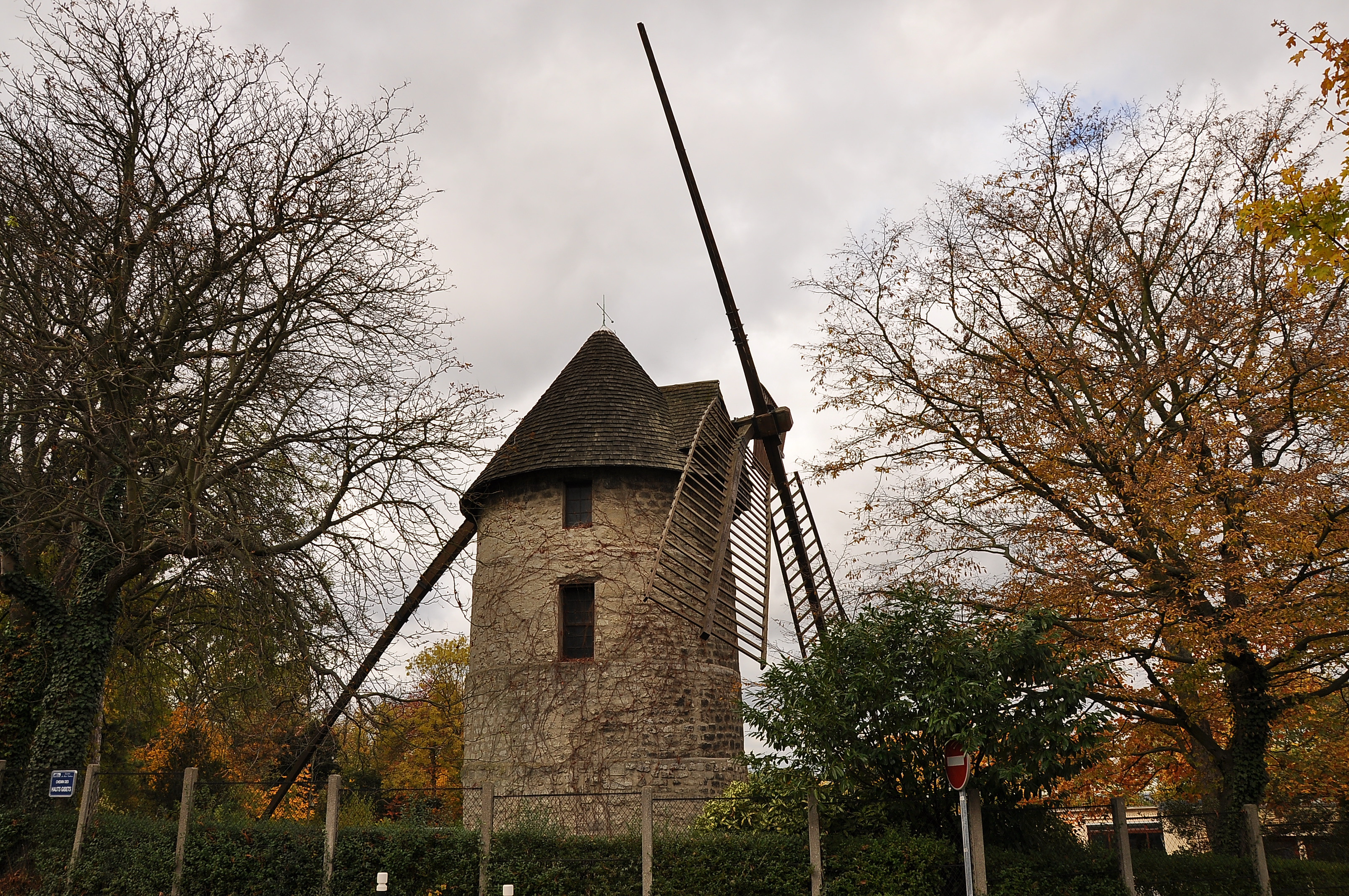
Moulin des Gibets (18e eeuw)
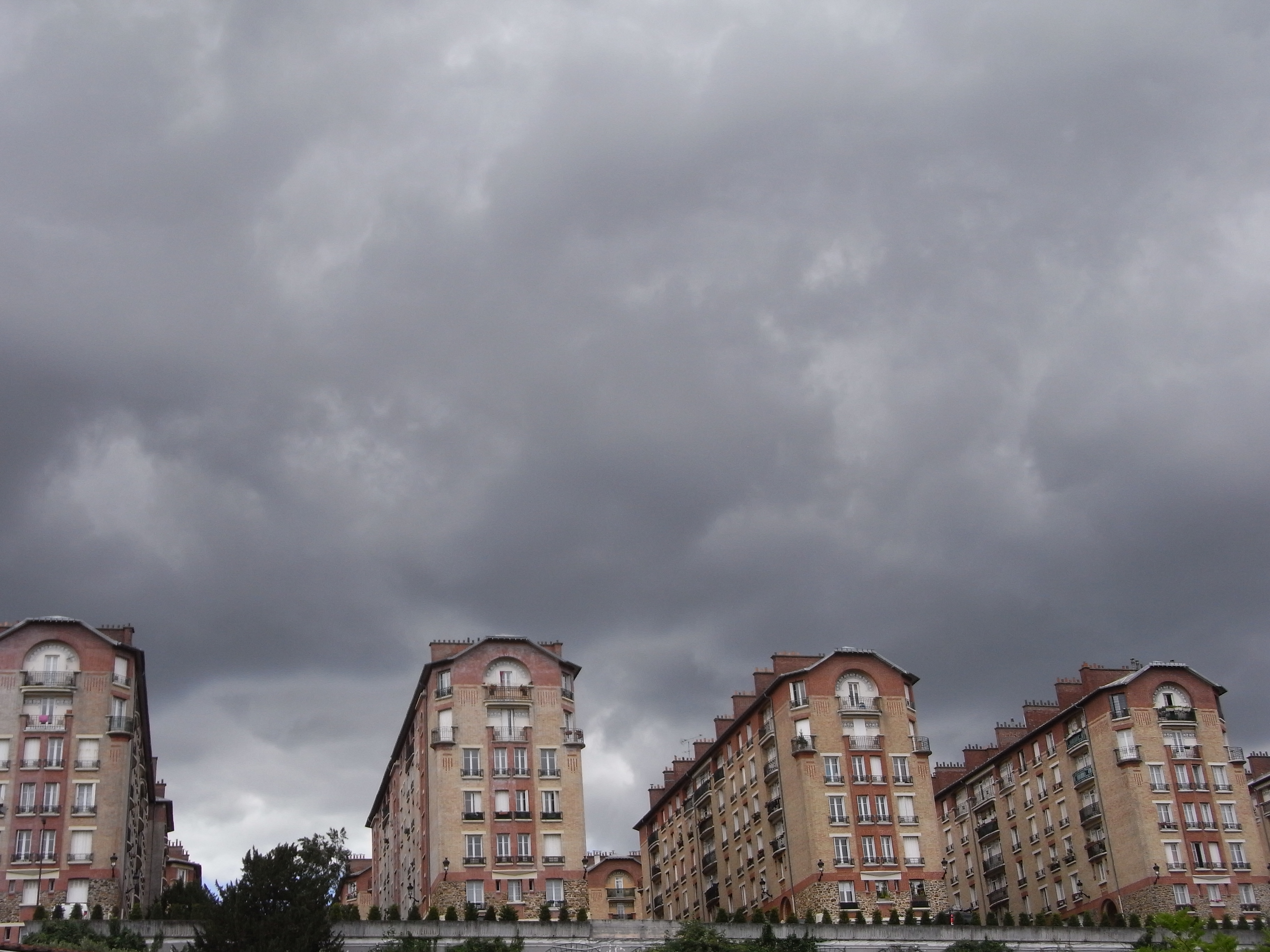
Woonwijk
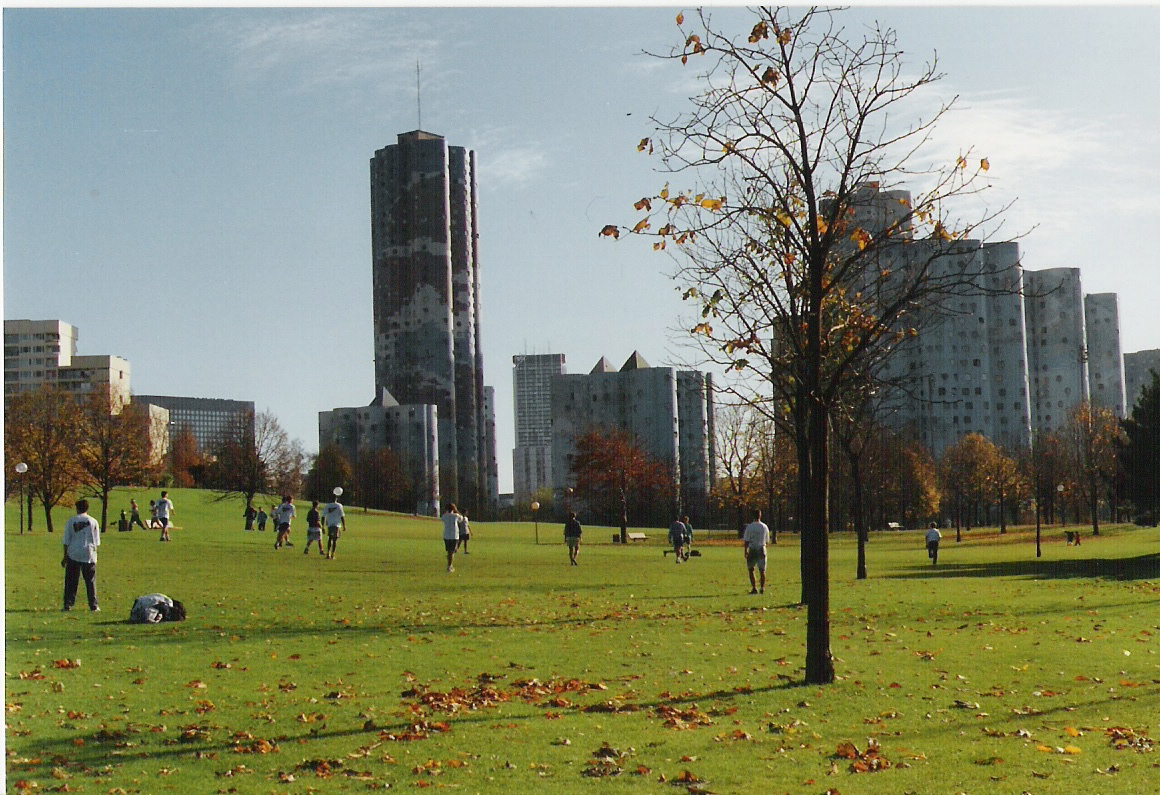
Tours Nuages